# Phlogophora furnasi
Phlogophora furnasi là một loài bướm đêm trong họ Noctuidae.